# کریستین نارن
کریستین نارن (انگلیسی: Kristian Nairn؛ زادهٔ ۲۵ نوامبر ۱۹۷۵) یک هنرپیشه اهل ایرلند شمالی است. وی از سال ۲۰۱۱ میلادی تاکنون مشغول فعالیت بوده‌است.
او در سریال بازی تاج‌وتخت، نقش هودور را بازی کرده‌است.